# Slijkgroen
Slijkgroen (Limosella aquatica) is een eenjarige plant uit de strandkruidfamilie (Plumbaginaceae). De soort komt van nature voor in de koele en gematigde streken op het noordelijk halfrond.

## Beschrijving
Het plantje wordt 1-5 cm hoog en vormt lange, op de knopen wortelende uitlopers. Op de stengel zitten klierharen. De vrij vlezige, langgesteelde, lijn-spatelvormige of langwerpige, 1-3 cm lange en 2,5-12 mm brede bladeren vormen een wortelrozet. Ze zijn langer dan de bloemstelen.
De bloei is van juni tot in oktober met witachtige tot roodachtig witte, 2-5 mm brede, klokvormige, alleenstaande bloemen. Ze zitten gesteeld in de bladoksels. De bloemkroon heeft vijf, vrij spitse slippen en omsluit de vier meeldraden. De kelk is vijfspletig met driehoekige slippen.

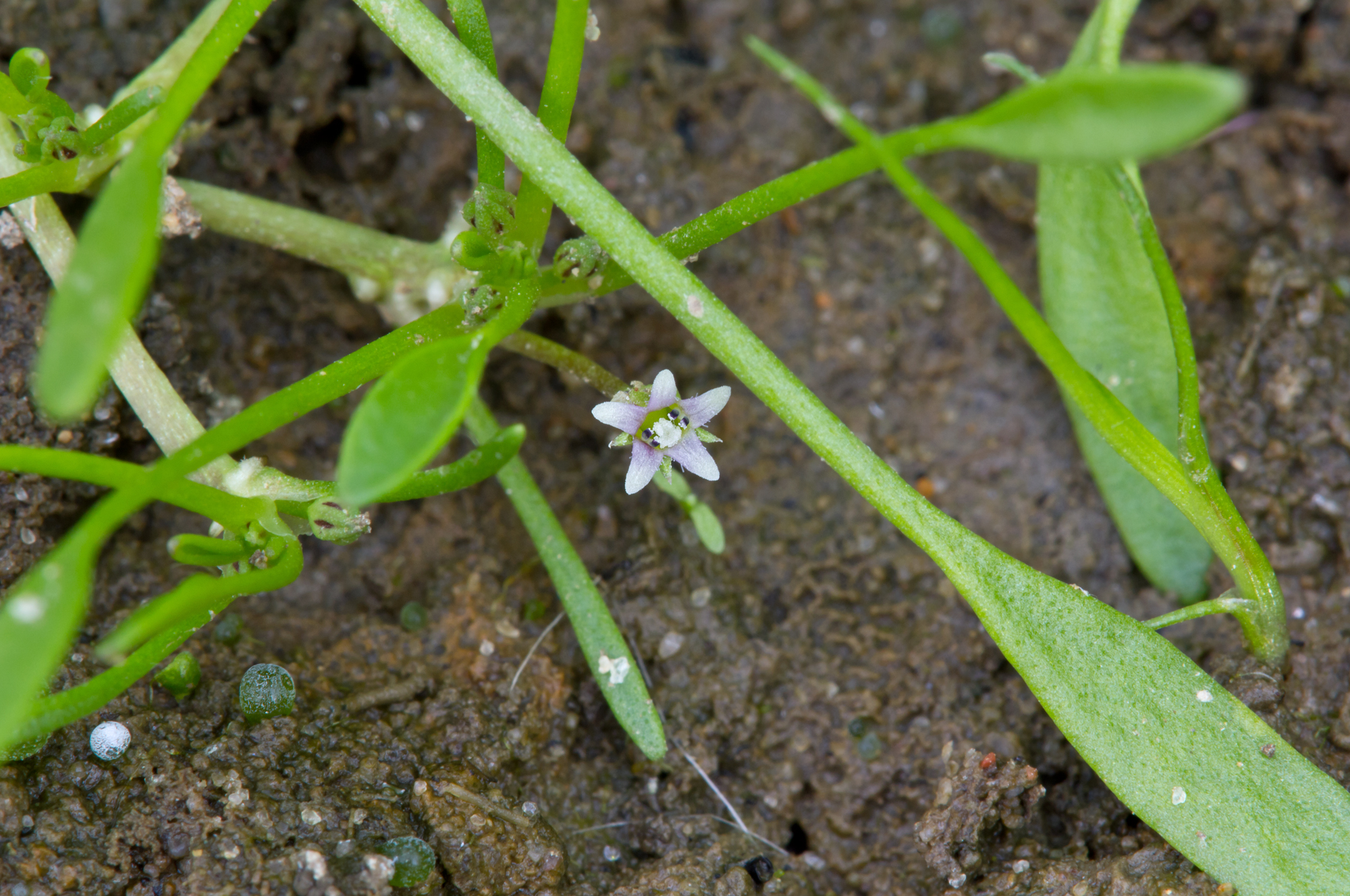
Bloem

De vrucht is een 2,5-4 mm lange en 1,5-3 mm brede doosvrucht, die zeer fijn zaad bevat.

## Voorkomen
Slijkgroen is een pioniersoort op zonnige plaatsen op droogvallende, voedselrijke grond van rivierlopen, duinplassen, rivieroevers en vochtige vergravingen. De soort staat op de Nederlandse Rode lijst van planten als vrij zeldzaam en stabiel of iets in aantal toegenomen. In België staat ze als zeer zeldzaam op de Rode Lijst. Ze komt voor in de Biesweerd.

## Plantensociologie
Slijkgroen is een kensoort van de slijkgroen-associatie (Eleocharito acicularis-Limoselletum).

## Namen in andere talen
- Duits: Schlammkraut
- Engels: Mudwort, Awl-Leaf Mudwort
- Frans: Limoselle aquatique (Limoselle)